# Алексіс Жордан
Клод Томас Алексіс Жордан (фр. Claude Thomas Alexis Jordan) (29 жовтня 1814 — 7 лютого 1897) — французький ботанік і систематик.

## Біографія
Народився в багатій родині, вибрав кар'єру в природній історії, а не бізнесі, як його батько. З 1836 по 1877 рік він багато подорожував по всій Франції, збираючи багато ботанічних зразків на Центральному масиві, в Альпах, в Піренеях, а також під час екскурсій в інших місцях поруч з Ліоном. Відомий своїм мікроморфологічним аналізом рослин — як систематик він запропонував вузьку концептуалізацію для визначення видів. Через це його широко критикували за схильність до занадто дрібної диференціації видів.

## Таксони, названі на честь ученого
- Thalictrum jordani
- Centaurea jordaniana
- Viola jordani
- Rosa jordani
- Asperula jordani